# Jeziorany (obwód wołyński)
Jeziorany (ukr. Озеряни, Ozeriany) – wieś na Ukrainie, w obwodzie wołyńskim, w rejonie łuckim.